# Спомен обележје Варовнице код Младеновца
Спомен обележје Варовнице код Младеновца је подигнуто 1984. године на месту Космајско-Варовничке битке из Првог светског рата, која је вођена од 6. до 10. децембра 1914. године.

## Врх Варовнице
Врх Варовнице налази се на 35 километара од Београда. Налази се на 400 m надморске висине. Са Варовница пружа се предиван поглед на Авалу, Космај,Букуљу, Рудник, Копаоник... Варовнице и село Шепшин препознатљиви су по гостољубивим и вредним домаћинима, добрим спортистима, воћњацима, виноградима, разној дивљачи, која се у природном окружењу може видети скоро свакодневно.

## Варовничка битка
Космајско-Варовничка битка једна је од најважнијих ослободилачких борби између аустроугарске и српске војске. Аустроугарска 5. армија кренула је према Младеновцу са циљем да нанесе удар "са леђа" српској војсци. На тој линији налазиле су се слабе српске снаге, сачињене углавном од трећепозиваца. У прилог им је ишло једино то што су ровови и ватрена линија већ били припремљени, тако да су командант варовничког одсека Јован Ивковић, потпуковник Антоније Милошевић и Душан Туфегџић, заповедници космајског одсека спремно дочекали непријатељску армију. Главне борбе Колубарске битке почеле су да се преносе на Варовнице када је Војвода Путник наредио Тимочкој дивизији да се упути према Младеновцу. 7. и 8. децембра 1914. године водиле су се жестоке борбе на брдима Варовница и у космајским шумама. Далеко надмоћнији непријатељ није успео да нанесе пораз српским војницима који су му нанели велике губитке.

## Касапско брдо
Српски војници су испред својих ровова поставили снопове од глоговог трња, уместо жице која је требало да послужи као последња линија одбране пред борбу прса у прса. Глог се показао боље од жице јер аустроугарски војници нису успели да бајонетима пробију жилаво глогово пруће, након чега је уследио јуриш и масакр бомбама, због тога се један од потеза на Варовницама зове Касапско брдо. Непријатељ је заустављен, а затим, од трупа одбране Београда 2. и 3. армије прогнан преко реке Саве. Наредба која је стигла из аустроугарске команде најбоље осликава учинак српске војске ... "Све је било узалуд, више се немојте напрезати, морамо се повлачити".

## Обележавање Варовничке битке
Сваке године 8. децембра, у организацији младеновачке подружнице Друштва за неговање традиција ослободилачких ратова Србије до 1918. године и града Младеновца, обележава се дан Варовничке битке и одаје се почаст палим борцима. Уз присуство војске, ученика основних школа из Шепшина и Дубоне, свештених лица, градоначелника, многобројних мештана и других, по најчешће јако хладном времену створи се свечана атмосфера која доликује обележавању једног овако значајног догађаја. Војни генерали и градоначелник Младеновца приносе венце споменику док деца рецитују пригодне песме и цитате. Организовано је кувано вино и ракија за све присутне на помену. Упечатљиве су речи тренутног градоначелника градске општине Младеновац Драгана Чокића које је изнео на помену 2013. године "На Варовницама нису победиле пушке и топови већ фантастична храброст људи који бране своје куће, своје мајке, жене и децу. Наши преци који су овде одбранили Србију живеће док буде живело сећање на њих. Као што за њих није постојала реч повлачење, за нас не сме постојати реч заборав."

## Варовнице у Другом светском рату
У септембру 1941. године у истим рововима, који су послужили Народноослободилачкој војсци у Првом светском рату, Грочанско-подунавски партизански одред водио је своју прву већу борбу за ослобођење од немачког фашистичког окупатора и његових слуга.